# Далчанд
Далчанд (*д/н —після 1748) — індійський художник-мініатюрист при дворі Великих Моголів, раджпутських князів Марвара й Кішанґарха.

## Життєпис
Про дату й місце народження Далчанда немає відомостей. був сином відомого художника Бхаванідаса, від якого отримав перші уроки з малювання. Спочатку працював разом із батьком у кітабхане Великих Моголів. Втім в цей період не створював власних робіт, виконуючи лише допоміжні роботи.
Після від'їзду родини з Делі, на відміну від батька перебирається до Джодхпура, столиця князівства Марвар. Тут при дворі місцевих раджпутських правителів створює власні мініатюри. В цей час відбувається становлення Далчанда як самостійного художника. Він переважно зображував самого Абхай Сінґха, володаря Марвара, членів його родини, знатних раджпутів. Продовжив традиції могольської мініатюри, поєднавши її з традиціями раджпутського живопису.
Приблизно у 1748 або 1749 році (після смерті Абхая) Далчанд перебирається до князівства Кішанґарх, де працює до самої смерті.